# Atletismo nos Jogos Olímpicos de Verão de 2016 - 110 m com barreiras masculino

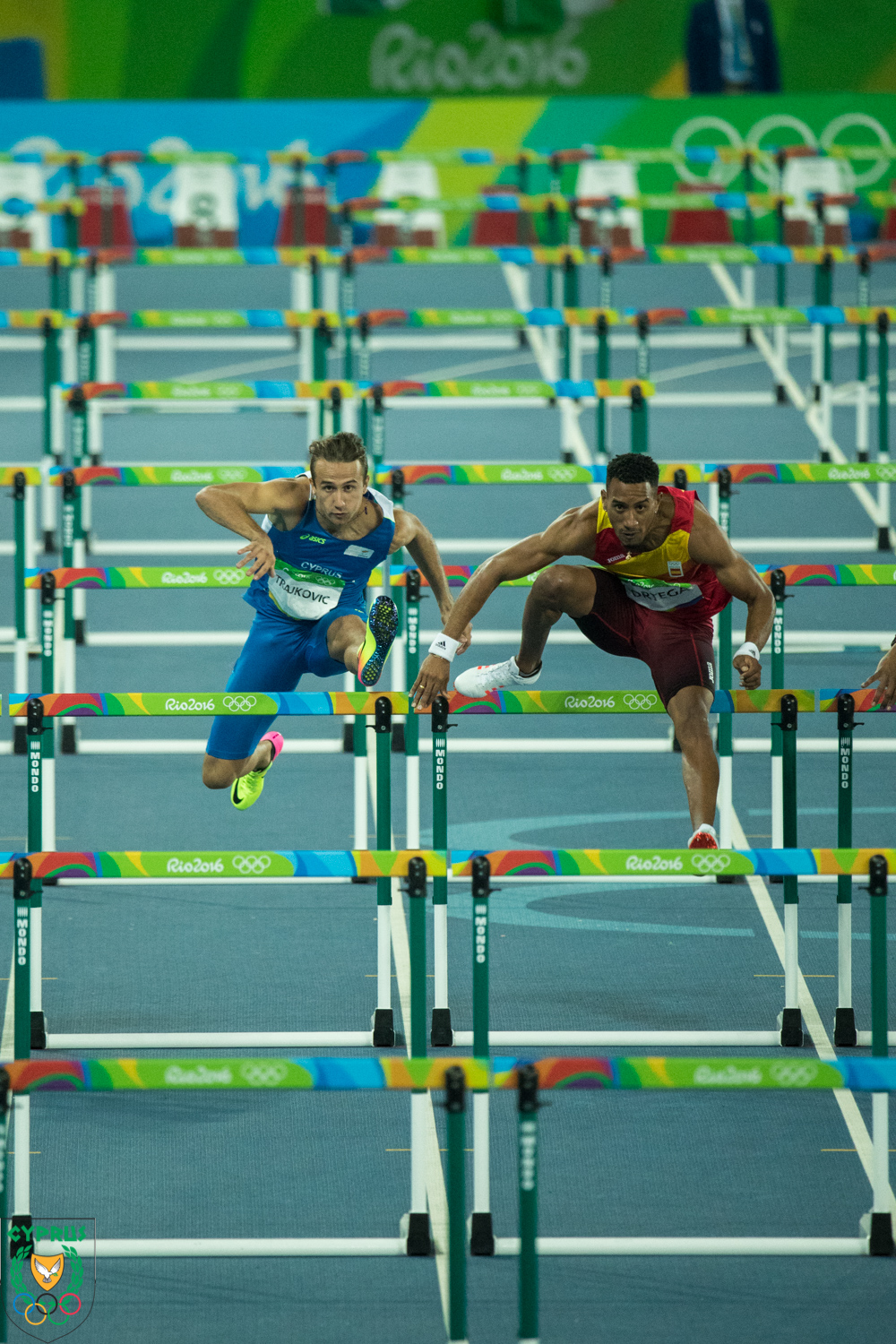
Cipriota Milan Trajkovic e o espanhol Orlando Ortega durante a final.

A competição dos 110 metros com barreiras masculino do atletismo nos Jogos Olímpicos de Verão de 2016 aconteceu entre os dias 15 e 16 de agosto no Estádio Olímpico.

## Calendário
Horário local (UTC-3).
| Data                         | Horário | Fase          |
| ---------------------------- | ------- | ------------- |
| Segunda,15 de agosto de 2016 | 20:40   | Eliminatórias |
| Terça, 16 de agosto de 2016  | 20:40   | Semifinais    |
| Terça, 16 de agosto de 2016  | 22:45   | Final         |

## Medalhistas
| Ouro   | JAM Omar McLeod    |
| Prata  | ESP Orlando Ortega |
| Bronze | FRA Dimitri Bascou |

## Recordes
Antes desta competição, os recordes mundiais e olímpicos da prova eram os seguintes:
| Tipo | Atleta        | Tempo   | Local    | Data                  |
| ---- | ------------- | ------- | -------- | --------------------- |
|      | Aries Merritt | 12,80 s | Bruxelas | 7 de setembro de 2012 |
|      | Liu Xiang     | 12,91 s | Atenas   | 27 de agosto de 2004  |

## Resultados

### Eliminatórias
Qualificação: Os primeiros 4 em cada bateria (Q) e os 4 mais rápidos (q) avançam para as semifinais.

#### Bateria 1
| Pos. | Raia | Atleta         | CON                | Tempo | Notas                |
| ---- | ---- | -------------- | ------------------ | ----- | -------------------- |
| 1    | 2    | Omar McLeod    | JAM Jamaica        | 13.27 | Q                    |
| 2    | 7    | Jeff Porter    | USA Estados Unidos | 13.50 | Q                    |
| 3    | 9    | Jeffrey Julmis | HAI Haiti          | 13.66 | Q                    |
| 4    | 8    | Antwon Hicks   | NGR Nigéria        | 13.70 | Q                    |
| 5    | 4    | Yeison Rivas   | COL Colômbia       | 13.84 |                      |
| 6    | 6    | Wataru Yazawa  | JPN Japão          | 13.89 |                      |
| 7    | 3    | Kamé Ali       | MAD Madagascar     | 14.89 | Recorde da temporada |
| –    | 5    | Alexander John | GER Alemanha       | DSQ   | R168.7               |

#### Bateria 2
| Pos. | Raia | Atleta           | CON          | Tempo | Notas  |
| ---- | ---- | ---------------- | ------------ | ----- | ------ |
| 1    | 8    | Orlando Ortega   | ESP Espanha  | 13.32 | Q      |
| 2    | 3    | Balázs Baji      | HUN Hungria  | 13.52 | Q      |
| 3    | 5    | Milan Trajkovic  | CYP Chipre   | 13.59 | Q      |
| 4    | 2    | Johnathan Cabral | CAN Canadá   | 13.63 | Q      |
| 5    | 9    | Jhoanis Portilla | CUB Cuba     | 13.81 |        |
| 6    | 6    | Matthias Bühler  | GER Alemanha | 13.82 |        |
| 7    | 4    | Xaysa Anousone   | LAO Laos     | 14.40 |        |
| –    | 7    | Deuce Carter     | JAM Jamaica  | DSQ   | R168.7 |

#### Bateria 3
| Pos. | Raia | Atleta                 | CON                          | Tempo | Notas |
| ---- | ---- | ---------------------- | ---------------------------- | ----- | ----- |
| 1    | 4    | Dimitri Bascou         | FRA França                   | 13.31 | Q     |
| 2    | 9    | Andrew Pozzi           | GBR Grã-Bretanha             | 13.50 | Q     |
| 3    | 6    | Andrew Riley           | JAM Jamaica                  | 13.52 | Q     |
| 4    | 8    | João Vítor de Oliveira | BRA Brasil                   | 13.63 | Q,    |
| 5    | 3    | Antonio Alkana         | RSA África do Sul            | 13.64 | q     |
| 6    | 2    | Petr Svoboda           | CZE República Checa          | 13.65 | q[a]  |
| 7    | 7    | Mikel Thomas           | TTO Trinidad e Tobago        | 13.68 |       |
| 8    | 5    | Eddie Lovett           | ISV Ilhas Virgens Americanas | 13.77 |       |

#### Bateria 4
| Pos. | Raia | Atleta                 | CON                | Tempo | Notas  |
| ---- | ---- | ---------------------- | ------------------ | ----- | ------ |
| 1    | 2    | Konstadinos Douvalidis | GRE Grécia         | 13.41 | Q      |
| 2    | 9    | Devon Allen            | USA Estados Unidos | 13.41 | Q      |
| 3    | 5    | Gregor Traber          | GER Alemanha       | 13.50 | Q      |
| 4    | 6    | Yordan O'Farrill       | CUB Cuba           | 13.56 | Q      |
| 5    | 7    | Yidiel Contreras       | ESP Espanha        | 13.62 | q      |
| 6    | 4    | Ronald Forbes          | CAY Ilhas Cayman   | 14.67 |        |
| 7    | 8    | Ahmad Hazer            | LIB Líbano         | 15.50 |        |
| –    | 3    | Wilhem Belocian        | FRA França         | DSQ   | R162.7 |

#### Bateria 5
| Pos. | Raia | Atleta                  | CON                | Tempo | Notas |
| ---- | ---- | ----------------------- | ------------------ | ----- | ----- |
| 1    | 9    | Ronnie Ash              | USA Estados Unidos | 13.31 | Q     |
| 2    | 3    | Pascal Martinot-Lagarde | FRA França         | 13.36 | Q     |
| 3    | 5    | Lawrence Clarke         | GBR Grã-Bretanha   | 13.55 | Q     |
| 4    | 8    | Éder Antônio Souza      | BRA Brasil         | 13.61 | Q,    |
| 5    | 2    | Damian Czykier          | POL Polônia        | 13.63 | q     |
| 6    | 7    | Milan Ristić            | SRB Sérvia         | 13.66 |       |
| 7    | 4    | Xie Wenjun              | CHN China          | 13.69 |       |
| 8    | 6    | Sekou Kaba              | CAN Canadá         | 13.70 |       |

#### Bateria 6 repescagem
| Pos. | Raia | Atleta           | CON            | Tempo | Notas  |
| ---- | ---- | ---------------- | -------------- | ----- | ------ |
| 1    | 9    | Deuce Carter     | JAM Jamaica    | 13.51 | q      |
| 2    | 4    | Yeison Rivas     | COL Colômbia   | 13.87 |        |
| 3    | 6    | Wataru Yazawa    | JPN Japão      | 13.88 |        |
| 4    | 8    | Matthias Bühler  | GER Alemanha   | 13.90 |        |
| 5    | 2    | Alexander John   | GER Alemanha   | 14.13 |        |
| –    | 7    | Jhoanis Portilla | CUB Cuba       | DSQ   | R168.7 |
| –    | 3    | Kamé Ali         | MAD Madagascar | DNS   |        |
| –    | 5    | Xaysa Anousone   | LAO Laos       | DNS   |        |

### Semifinais
Qualificação: 2 primeiros de cada bateira (Q), mais os 2 melhores tempos (q) foram classificados a final.

#### Semifinal 1
| Pos. | Raia | Atleta           | CON                | Tempo | Notas  |
| ---- | ---- | ---------------- | ------------------ | ----- | ------ |
| 1    | 7    | Orlando Ortega   | ESP Espanha        | 13.32 | Q      |
| 2    | 5    | Ronnie Ash       | USA Estados Unidos | 13.36 | Q      |
| 3    | 2    | Damian Czykier   | POL Polônia        | 13.50 |        |
| 4    | 6    | Balázs Baji      | HUN Hungria        | 13.52 |        |
| 5    | 4    | Andrew Pozzi     | GBR Grã-Bretanha   | 13.67 |        |
| 6    | 3    | Deuce Carter     | JAM Jamaica        | 13.69 |        |
| 7    | 8    | Yordan O'Farrill | CUB Cuba           | 13.70 |        |
| –    | 9    | Jeffrey Julmis   | HAI Haiti          | DSQ   | R168.7 |

#### Semifinal 2
| Pos. | Raia | Atleta                  | CON                 | Tempo | Notas |
| ---- | ---- | ----------------------- | ------------------- | ----- | ----- |
| 1    | 7    | Omar McLeod             | JAM Jamaica         | 13.15 | Q     |
| 2    | 5    | Pascal Martinot-Lagarde | FRA França          | 13.25 | Q     |
| 3    | 6    | Devon Allen             | USA Estados Unidos  | 13.36 | q     |
| 4    | 9    | Johnathan Cabral        | CAN Canadá          | 13.41 | q     |
| 5    | 4    | Gregor Traber           | GER Alemanha        | 13.43 |       |
| 6    | 8    | Lawrence Clarke         | GBR Grã-Bretanha    | 13.46 |       |
| 7    | 2    | Antonio Alkana          | RSA África do Sul   | 13.55 |       |
| 8    | 1    | Petr Svoboda            | CZE República Checa | 13.67 |       |
| 9    | 3    | João Vítor de Oliveira  | BRA Brasil          | 13.85 |       |

#### Semifinal 3
| Pos. | Raia | Atleta                 | CON                | Tempo | Notas  |
| ---- | ---- | ---------------------- | ------------------ | ----- | ------ |
| 1    | 5    | Dimitri Bascou         | FRA França         | 13.23 | Q      |
| 2    | 8    | Milan Trajkovic        | CYP Chipre         | 13.31 | Q      |
| 3    | 4    | Jeff Porter            | USA Estados Unidos | 13.45 |        |
| 4    | 6    | Andrew Riley           | JAM Jamaica        | 13.46 |        |
| 5    | 7    | Konstadinos Douvalidis | GRE Grécia         | 13.47 |        |
| 6    | 3    | Yidiel Contreras       | ESP Espanha        | 13.54 |        |
| 7    | 2    | Antwon Hicks           | NGR Nigéria        | 14.26 |        |
| –    | 9    | Éder Antônio Souza     | BRA Brasil         | DSQ   | R168.7 |

### Final
| Pos.              | Raia | Atleta                  | CON                | Tempo | Notas  |
| ----------------- | ---- | ----------------------- | ------------------ | ----- | ------ |
| Medalha de ouro   | 5    | Omar McLeod             | JAM Jamaica        | 13.05 |        |
| Medalha de prata  | 7    | Orlando Ortega          | ESP Espanha        | 13.17 |        |
| Medalha de bronze | 6    | Dimitri Bascou          | FRA França         | 13.24 |        |
| 4                 | 4    | Pascal Martinot-Lagarde | FRA França         | 13.29 |        |
| 5                 | 3    | Devon Allen             | USA Estados Unidos | 13.31 |        |
| 6                 | 2    | Johnathan Cabral        | CAN Canadá         | 13.40 |        |
| 7                 | 8    | Milan Trajkovic         | CYP Chipre         | 13.41 |        |
| –                 | 9    | Ronnie Ash              | USA Estados Unidos | DSQ   | R168.7 |